# Hans Hunziker (Ingenieur)
Hans Hunziker (* 5. Januar 1879 in Mosnang; † 14. März 1951 in Bern; heimatberechtigt in Wynau) war ein Schweizer Ingenieur.

## Leben
Der Sohn eines Stickfabrikanten studierte von 1900 bis 1902 Ingenieurwissenschaften an der Technischen Hochschule München. Er arbeitete mehrere Jahre im Eisenbahnbau. 1908 wurde er Kontrollingenieur für Bahnbau und -unterhalt im Post- und Eisenbahndepartement. 1926 wurde Hunziker Direktor des Amts für Verkehr. 1935 wurde er Generaldirektor der PTT-Verwaltung und 1943 Direktor des Zentralamtes für den internationalen Eisenbahnverkehr. 1941 verlieh ihm die Universität Bern ein Ehrendoktorat.